# Ryan Lorthridge
Ryan Burnell Lorthridge (Nashville, 27 luglio 1972) è un ex cestista statunitense, professionista nella NBA, in Europa e in Sudamerica.

## Palmarès

### Squadra
- Campionato francese: 1

Pau-Orthez: 1998-99

### Individuale
- CBA All-Rookie First Team (1995)
- All-IBL First Team (2000)
- 2 volte miglior passatore IBL (2000, 2001)